# Espaços linha e coluna
Em álgebra linear, os espaços linha e coluna referem-se aos espaços vetoriais gerados pelos conjuntos dos vetores linha e coluna de uma matriz. A dimensão do espaço linha de uma matriz é chamada de posto linha, enquanto que a dimensão do espaço coluna é chamada posto coluna. Como o posto linha é igual ao posto coluna é usual usar, simplesmente, o termo posto sem fazer referência a linha ou coluna. Também, usamos a notação {\displaystyle R(A)} para nos referirmos ao posto da matriz {\displaystyle A}. 

## Definição
Seja {\displaystyle A=[a_{i,j}]_{i,j=1}^{m,n}} uma matriz real {\displaystyle m\times n}.

### Espaço linha
O espaço linha de {\displaystyle A} é o espaço vetorial gerado pelo conjunto de vetores {\displaystyle \{\mathbf {a} _{1},\mathbf {a} _{2},\ldots ,\mathbf {a} _{m}\}}, onde:
{\displaystyle \mathbf {a} _{i}={\begin{bmatrix}a_{i,1}&a_{i,2}&\ldots &a_{i,n}\end{bmatrix}},\quad i=1,\ldots ,m}.
A dimensão do espaço linha de {\displaystyle A} é chamada de posto linha da matriz.

### Espaço coluna
O espaço coluna de {\displaystyle A} é o espaço vetorial {\displaystyle R(A)} gerado pelo conjunto de vetores {\displaystyle \{\mathbf {a} _{1},\mathbf {a} _{2},\ldots ,\mathbf {a} _{n}\}}, onde:
{\displaystyle \mathbf {a} _{j}={\begin{bmatrix}a_{1,j}\\a_{2,j}\\\vdots \\a_{m,j}\end{bmatrix}},\quad j=1,\ldots ,n}.
A dimensão do espaço coluna de {\displaystyle A} é chamada de posto coluna da matriz.

## Propriedades do espaço linha
O espaço linha de uma matriz possui as seguintes propriedades:
1. O posto linha de uma matriz é menor ou igual ao número de colunas da mesma.
2. Se {\displaystyle A} e {\displaystyle B} são matrizes equivalentes por linha, então elas têm o mesmo posto linha.

Demonstração
1. O posto linha de uma matriz é menor ou igual ao número de colunas da mesma.
Seja {\displaystyle A} uma matriz real {\displaystyle m\times n}. Então, os vetores linhas de {\displaystyle A} formam um subconjunto do espaço euclidiano {\displaystyle n}-dimensional. Ou seja, a dimensão do espaço linha é no máximo {\displaystyle n}.
2. Se {\displaystyle A} e {\displaystyle B} são matrizes equivalentes por linha, então elas têm o mesmo posto linha.
Com efeito, se {\displaystyle A} e {\displaystyle B} são matrizes equivalentes por linha, então as linhas de {\displaystyle A} são combinações lineares das linhas de {\displaystyle B} e vice-versa. Portanto, o espaço vetorial gerado pelas linhas de {\displaystyle A} é igual ao espaço vetorial gerado pelas linhas de {\displaystyle B}, como queríamos demonstrar.

## Propriedades do espaço coluna
O espaço coluna de uma matriz possui as seguintes propriedades:
1. O posto coluna de uma matriz é menor ou igual ao número de linhas da mesma.
2. O espaço imagem de uma transformação linear é igual ao espaço coluna da matriz que a represente.
3. O posto de uma transformação linear é igual ao posto coluna de qualquer matriz que a represente.

Demonstração
1. O posto coluna de uma matriz é menor ou igual ao número de linhas da mesma.
Seja {\displaystyle A} uma matriz real {\displaystyle m\times n}. Então, os vetores coluna de {\displaystyle A} formam um subconjunto do espaço euclidiano {\displaystyle m}-dimensional. Ou seja, a dimensão do espaço linha é no máximo {\displaystyle m}.
2. O espaço imagem de uma transformação linear é igual ao espaço coluna da matriz que a represente.
Seja {\displaystyle T:V\to W} uma transformação linear do espaço euclidiano {\displaystyle V} de dimensão {\displaystyle m} no espaço euclidiano {\displaystyle W} de dimenão {\displaystyle n}. Seja, também, {\displaystyle A} uma matriz que representa {\displaystyle T}, i.e.:
{\displaystyle T(\mathbf {x} )=A\mathbf {x} }.
Daí, vemos que {\displaystyle \mathbf {y} }  pertence à imagem de {\displaystyle T} se, e somente se, existe {\displaystyle \mathbf {x} \in V} tal que {\displaystyle \mathbf {y} =A\mathbf {x} }. Ou seja, {\displaystyle \mathbf {y} } é uma combinação linear dos vetores coluna de {\displaystyle A}, como queríamos demonstrar.
3. O posto de uma transformação linear é igual ao posto coluna de qualquer matriz que a represente.
Segue, imediatamente, da propriedade 2.

## Relação entre os espaços linha e coluna
Os espaços linha e coluna de uma matriz possuem as seguintes relações:
1. O espaço coluna de uma matriz é igual ao espaço linha de sua transposta.
2. O posto coluna de uma matriz é igual ao seu posto linha.

Observamos que a propriedade 2. justifica denotar o posto coluna e o posto linha de uma matriz {\displaystyle A} por {\displaystyle R(A)} ou {\displaystyle {\text{posto}}(A)}, sem referência a linha ou coluna.
Demonstração
1. O espaço coluna de uma matriz é igual ao espaço linha de sua transposta.
Com efeito, o espaço linha de uma matriz é o espaço gerado pelo conjunto de vetores que formam as linhas da mesma. Agora, as linhas da transposta de uma matriz são as colunas da matriz original, donde segue o enunciado.
2. O posto coluna de uma matriz é igual ao seu posto linha.
Por definição, o posto linha de uma matriz é a dimensão do seu espaço linha. Sejam {\displaystyle A} uma matriz e {\displaystyle U} a matriz escalonada reduzida por linha de {\displaystyle A}. Então, o número de vetores coluna de {\displaystyle A} que são linearmente independentes é igual ao número de uns principais da matriz {\displaystyle U}. Mas, este é também o número de vetores linha de {\displaystyle U} que são linearmente independentes. Como {\displaystyle A} e {\displaystyle U} são matriz equivalentes por linha, temos que elas têm o mesmo posto linha. Concluímos, então, que o ponto coluna de {\displaystyle A} é igual ao seu posto linha.
Sejam {\displaystyle \mathbf {v} _{1},\mathbf {v} _{2},\ldots ,\mathbf {v} _{m}} os vetores coluna de uma matriz {\displaystyle A} {\displaystyle n\times m}.

## Relação fundamental
Se {\displaystyle A} é uma matriz {\displaystyle m\times n}, então {\displaystyle R(A)+N(A)=n}. Aqui, {\displaystyle R(A)} denota o posto de {\displaystyle A}, enquanto {\displaystyle N(A)} denota sua nulidade.
Demonstração
A nulidade de {\displaystyle A} é a dimensão do espaço nulo de {\displaystyle A}, i.e., a dimensão do espaço gerado pelas soluções de {\displaystyle A\mathbf {x} =0}. Seja {\displaystyle U} a matriz escalonada reduzida de {\displaystyle A}. O posto de {\displaystyle A} é igual ao número de linhas não nulas de {\displaystyle U}, enquanto que a nulidade {\displaystyle A} é igual a {\displaystyle n} menos o número de linhas não nulas de {\displaystyle U}. Ou seja, {\displaystyle R(A)+N(A)=n}.

## Posto e singularidade
Os seguintes resultados relacionam o conceito de singularidade com o posto de uma matriz quadrada:
1. Uma matriz quadrada {\displaystyle A} {\displaystyle n\times n} é não singular se, e somente se, {\displaystyle R(A)=n}.
2. O determinante de uma matriz {\displaystyle A} {\displaystyle n\times n} é não nulo se, e somente se, {\displaystyle R(A)=n}.
3. Um sistema linear quadrado {\displaystyle A\mathbf {x} =\mathbf {b} } de ordem {\displaystyle n} tem uma única solução se, e somente se, {\displaystyle R(A)=n}.
4. Um conjunto de vetores coluna {\displaystyle \{\mathbf {u} _{1},\mathbf {u} _{2},\ldots ,\mathbf {u} _{n}\}} de um espaço euclidiano {\displaystyle n}-dimensional é linearmente independente se, e somente se, a matriz formada {\displaystyle {\begin{bmatrix}\mathbf {u} _{1}&\mathbf {u} _{2}&\ldots &\mathbf {u} _{n}\end{bmatrix}}} tem determinante não nulo.

Demonstração
1. Uma matriz quadrada {\displaystyle A} {\displaystyle n\times n} é não singular se, e somente se, {\displaystyle R(A)=n}.
Com efeito, {\displaystyle A} é não singular se, e somente se, a nulidade de {\displaystyle A} for igual a zero. O resultado segue, então da relação fundamental demonstrada acima.
2. O determinante de uma matriz {\displaystyle A} {\displaystyle n\times n} é não nulo se, e somente se, {\displaystyle R(A)=n}.
Isto segue do resultados 1. demonstrado acima, uma vez que o determinante de uma matriz {\displaystyle A} {\displaystyle n\times n} é não nulo se, e somente se, {\displaystyle A} é não singular.
3. Um sistema linear quadrado {\displaystyle A\mathbf {x} =\mathbf {b} } de ordem {\displaystyle n} tem uma única solução se, e somente se, {\displaystyle R(A)=n}.
Com efeito, um sistema linear quadrado {\displaystyle A\mathbf {x} =\mathbf {b} } de ordem {\displaystyle n} tem uma única solução se, e somente se, {\displaystyle A} é não singular. Portanto, este resultado segue do demonstrado no item 1. desta seção.
4. Um conjunto de vetores coluna {\displaystyle \{\mathbf {u} _{1},\mathbf {u} _{2},\ldots ,\mathbf {u} _{n}\}} de um espaço euclidiano {\displaystyle n}-dimensional é linearmente independente se, e somente se, a matriz formada {\displaystyle {\begin{bmatrix}\mathbf {u} _{1}&\mathbf {u} _{2}&\ldots &\mathbf {u} _{n}\end{bmatrix}}} tem determinante não nulo.
Com efeito, uma matriz {\displaystyle A} é invertível se, e somente se, suas colunas são linearmente independentes.